# Râul Tazlău
Râul Tazlău este un curs de apă, afluent al râului Trotuș. Pe cursul superior are două ramuri: Tazlăul Mare și Tazlăul Sărat. După confluența acestora, în dreptul comunei Tescani, râul poartă denumitea de Tazlău. Barajul Belci, care a cedat în 1991, fusese construit pe râul Tazlău.

## Hărți
- Harta munții Tarcău  Arhivat în 22 februarie 2010, la Wayback Machine.
- Ovidiu Gabor - Economic Mechanism in Water Management  Arhivat în 5 martie 2009, la Wayback Machine.
- Trasee turistice - județul Bacău

1. ↑  Geographic Names Server, 11 iunie 2018